# I Am (EP của (G)I-dle)
I Am là mini album đầu tay của nhóm nhạc nữ Hàn Quốc (G)I-dle. Album được phát hành kỹ thuật số vào ngày 2 tháng 5 năm 2018 và đĩa cứng vào ngày 3 tháng 5 năm 2018 bởi Cube Entertainment. Album có tổng cộng 6 bài hát bao gồm lead single, "Latata", được chắp bút bởi Big Sancho và thành viên Soyeon, và bài hát là sự pha trộn của một số thể loại khác nhau.

## Bối cảnh và phát hành
Vào ngày 18 tháng 4 năm 2018, Cube Entertainment đã thông báo thông qua SNS rằng nhóm sẽ ra mắt với một mini album I Am và bài hát chủ đề "Latata".
Hình ảnh concept của từng thành viên được đăng tải ngày 23-24 tháng 4 năm 2018.
Soyeon đã mô tả album I Am là “một album chứa đựng sáu tính cách khác nhau. Cô ấy tiếp tục, “Tôi đã viết lời cho bài hát chủ đề" Latata "trong khi suy nghĩ về từng thành viên.

## Quảng bá
(G)I-dle đã tổ chức một buổi showcase tại Blue Square iMarket Hall vào ngày 2 tháng 5, đây là nơi nhóm đã trình diễn "Latata" cùng với "Maze".
Nhóm bắt đầu quảng bá bài hát chủ đề của họ "Latata" vào ngày 3 tháng 5. Màn trình diễn đầu tiên của nhóm với lead single là trên M Countdown của Mnet, tiếp đó là màn trình diễn trên Music Bank của KBS, Show! Music Core của MBC và Inkigayo của SBS. Nhóm đã nhận chiến thắng đầu tiên trên chương trình âm nhạc kể từ khi ra mắt là vào ngày 22 tháng 5 năm 2018 trên The Show của SBS MTV. Hai ngày sau đó, vào ngày 24 tháng 5, nhóm đã nhận chiến thắng thứ hai cho "Latata" trên M Countdown.

## Đón nhận
I Am ra mắt và đạt vị trí thứ 13 trên Gaon Album Chart. Album cũng ra mắt tại vị trí thứ 5 trên World Album của Billboard. Mini album cũng đã đạt doanh số 1,000 bản tại Mỹ tính đến tháng 8 năm 2018.
Album đã đạt vị trí 13 trên Gaon cho tháng 5 năm 2018, với 15,288 bản được bán. Album đã bán được hơn 21,916 bản đĩa cứng tính đến tháng 7 năm 2018.
I Am xếp vị trí thứ 11 trên Besr K-pop Album của Billboard năm 2018.
Tháng 4 năm 2020, I Am đã đạt được 34,000 unit, trở thành album có doanh thu cao nhất của (G)I-dle tại thị trường Mỹ.

## Track listing
| STT              | Nhan đề                                           | Phổ lời                                    | Phổ nhạc                            | Arrangement            | Thời lượng |
| ---------------- | ------------------------------------------------- | ------------------------------------------ | ----------------------------------- | ---------------------- | ---------- |
| 1.               | "Latata"                                          | Soyeon                                     | Soyeon Big Sancho                   | Soyeon Big Sancho      | 3:22       |
| 2.               | "$$$" (달라 / Dalla (Dollar))                     | Soyeon Le`mon                              | Yoon Jong Sung Le`mon               | Yoon Jong Sung         | 3:31       |
| 3.               | "Maze"                                            | Son Young-jin Ferdy Soyeon                 | Son Young-jin Ferdy                 | Son Young-jin Ferdy    | 3:20       |
| 4.               | "Don't Text Me"                                   | Big Sancho Park Hae-il Jerry Potter Soyeon | Big Sancho Park Hae-il Jerry Potter | Big Sancho Park Hae-il | 3:36       |
| 5.               | "What's in Your House?" (알고 싶어 / Algo Shipeo) | Arin Vincenzo Fuxxy Any Masingga Soyeon    | Arin Vincenzo Fuxxy Any Masingga    | Vincenzo Any Masingga  | 3:27       |
| 6.               | "Hear Me" (들어줘요 / Deuleojwoyo)                | Son Young-jin Noh Kyung-min                | Son Young-jin                       |                        | 3:56       |
| Tổng thời lượng: | Tổng thời lượng:                                  | Tổng thời lượng:                           | Tổng thời lượng:                    | Tổng thời lượng:       | 21:18      |

## Bảng xếp hạng
| Bảng xếp hạng (2018)        | Vị trí xếp hạng cao nhất |
| --------------------------- | ------------------------ |
| Hàn Quốc Album (Gaon)       | 6                        |
| Đài Loan Album (Five Music) | 10                       |
| US World album (Billboard)  | 5                        |

| Bảng xếp hạng(2018)   | Vị trí xếp hạng cao nhất |
| --------------------- | ------------------------ |
| Hàn Quốc Album (Gaon) | 33                       |

| Bảng xếp hạng (2019)  | Vị trí xếp hạng cao nhất |
| --------------------- | ------------------------ |
| Hàn Quốc Album (Gaon) | 82                       |

## Chứng nhận và doanh số
| Quốc gia | Chứng nhận | Số đơn vị/doanh số chứng nhận |
| --- | ---------- | ----------------------------- |
| Mỹ | —          | 34,000                        |
| * Chứng nhận dựa theo doanh số tiêu thụ. ^ Chứng nhận dựa theo doanh số nhập hàng. ‡ Chứng nhận dựa theo doanh số tiêu thụ và phát trực tuyến. |            |                               |

## Lịch sử phát hành
| Khu vực  | Ngày               | Định dạng        | Phân phối                  |
| -------- | ------------------ | ---------------- | -------------------------- |
| Toàn cầu | 2 tháng 5 năm 2018 | Digital download | Cube Entertainment Kakao M |
| Hàn Quốc | 2 tháng 5 năm 2018 | Digital download | Cube Entertainment Kakao M |
| CD       | 2 tháng 5 năm 2018 |                  | Cube Entertainment Kakao M |